# Follina
Follina é uma comuna italiana da região do Vêneto, província de Treviso, com cerca de 3.644 habitantes. Estende-se por uma área de 24 km², tendo uma densidade populacional de 152 hab/km². Faz fronteira com Cison di Valmarino, Farra di Soligo, Mel (BL), Miane, Pieve di Soligo.

## Demografia
| Variação demográfica do município entre 1861 e 2011                               |
|                                                                                   |
| Fonte: Istituto Nazionale di Statistica (ISTAT) - Elaboração gráfica da Wikipedia |